# Eduardo Ramos Martins
Eduardo Ramos Martins (Caçu, 25 marzo 1986) è un ex calciatore brasiliano, di ruolo centrocampista.

## Carriera
Ha giocato nella massima serie e nella seconda divisione brasiliana.

## Palmarès

### Club

#### Competizioni nazionali
- Campeonato Brasileiro Série B: 2

Corinthians: 2008
Joinville: 2014